# Literaturpreis der Konrad-Adenauer-Stiftung
De Literaturpreis der Konrad-Adenauer-Stiftung is een Duitse literatuurprijs die in 1993 door Dr. Bernhard Vogel, toenmalige voorzitter van de Konrad-Adenauer-Stiftung in het leven geroepen werd.
Jaarlijks wordt een auteur bekroond wiens werk van „politiek-maatschappelijke betekenis“ is en tegelijkertijd ook van „esthetisch-literaire kwaliteit“ getuigt. De prijs wordt verleend aan auteurs die „de vrijheid hun woord geven“.
De prijs is met 15.000 euro gedoteerd en wordt in Weimar uitgereikt.

## Prijswinnaars
- 2020 Hans Pleschinski
- 2019 Husch Josten
- 2018 Mathias Énard
- 2017 Michael Köhlmeier
- 2016 Michael Kleeberg
- 2015 Marica Bodrožić
- 2014 Rüdiger Safranski
- 2013 Martin Mosebach
- 2012 Tuvia Rübner
- 2011 Arno Geiger
- 2010 Cees Nooteboom
- 2009 Uwe Tellkamp
- 2008 Ralf Rothmann
- 2007 Petra Morsbach
- 2006 Daniel Kehlmann
- 2005 Wulf Kirsten
- 2004 Herta Müller
- 2003 Patrick Roth
- 2002 Adam Zagajewski
- 2001 Norbert Gstrein
- 2000 Louis Begley
- 1999 Burkhard Spinnen
- 1998 Hartmut Lange
- 1997 Thomas Hürlimann
- 1996 Günter de Bruyn
- 1995 Hilde Domin
- 1994 Walter Kempowski
- 1993 Sarah Kirsch